# Festival Medieval de Elche
El Festival Medieval de Elche es un certamen que se celebra anualmente en la ciudad de Elche, España, entre los meses de octubre y noviembre. El festival combina espectáculos de calle y de sala, de música y teatro, de temática medieval. Entre las actividades que se realizan están conciertos de música medieval, obras de teatro, actuaciones, juglares de diferentes procedencias, espectáculos sobre el Quijote y el Tirante el Blanco, espectáculo de magia de druidas, juglares, pasacalles, mercadillos medievales, ciclos de cine, talleres, etc. En el año 2006 el festival cumplió su XI edición.